# Vương Trạch
Vương Trạch (chữ Hán: 王澤; 1924 - 2017), tên thật Vương Gia Hy (王家禧) là một tác giả truyện tranh nổi tiếng của Hồng Kông, tác phẩm xuất sắc nhất của ông là truyện "Chú Thoòng" (chữ Hán:老夫子, Hán Việt: Lão Phu Tử), một truyện hài hước châm biếm đã được dịch ra nhiều thứ tiếng, rất được độc giả Đông Nam Á ưa chuộng. 

## Tiểu sử
Ông sinh tại Thiên Tân, Trung Quốc. Học hội họa Đông phương tại trường Đại học Công giáo Phụ Nhân ở Bắc Kinh (北京辅仁大学) và tốt nghiệp năm 1944.
Năm 1960 ông di cư đến Hong Kong. Tại đây ông vẽ tranh tôn giáo cho những người truyền đạo Pháp. Sau đó thành người chỉnh sửa cho tạp chí Thiên Chúa giáo "Lạc Phong báo"(樂峰報).
Sự nghiệp của ông thăng tiến từ năm 1962, khi bắt đầu viết bộ truyện tranh "Chú Thoòng". Bộ truyện hài hước này nhanh chóng trở thành nổi tiếng, ảnh hưởng khắp Hồng Kông, sau đó lan đến Trung Quốc và các nước Đông Nam Á.
Năm 1974, ông sang Mỹ sống, đến những năm 1980 thì ngưng sáng tác.
Ngày 1/1/2017, Vương Trạch qua đời khi tuổi cao sức yếu năm 93 tuổi.